# Аралбай (Казахстан)
Аралба́й (каз. Аралбай) — село у складі Джангельдинського району Костанайської області Казахстану. Адміністративний центр та єдиний населений пункт Аралбайської сільської адміністрації.
Населення — 402 особи (2021; 658 у 2009, 447 у 1999, 807 у 1989).